# Leopoldo Morales
Leopoldo Morales García o Leopoldo Morales (6 de marzo de 1990, Zamora de Hidalgo, Michoacán, México) es un futbolista mexicano con nacionalidad estadounidense, que juega como delantero en el Fort Lauderdale Strikers Football Club de la North American Soccer League de Estados Unidos.

## Biografía
Los inicios de Morales García fueron en equipos juveniles de Chivas USA del 2006 al 2008 pero siendo indocumentado no pudo ser inscrito en la MLS. Fue entonces que en la Copa Chivas su talento lo llevó a formar parte del club mexicano Tigres UANL participando desde su llegada en divisiones inferiores. En el Torneo Clausura 2011 es llamado al primer equipo para participaciones participantes del torneo para equipos participadores, aunque sigue en el equipo Sub-20.

## Clubes
| Club                         | País           | Año         |
| ---------------------------- | -------------- | ----------- |
| Chivas USA *                 | Estados Unidos | 2006 - 2008 |
| Tigres *                     | México         | 2008 - 2011 |
| Ft. Lauderdale Strikers F.C. | Estados Unidos | 2011 -      |

- (*) Divisiones inferiores